# Квинт Артикулей Петин
Квинт Артикуле́й Пет (лат. Quintus Articuleius Paetus; умер после 123 года) — римский государственный и политический деятель, ординарный консул 123 года.

## Биография
Точные сведения о происхождении Петина в сохранившихся источниках отсутствуют. Предположительно, его отцом был двукратный консул Империи (в 78 и 101 гг.) Квинт Артикулей Пет. 
В 123 году Петин занимал должность ординарного консула вместе с Луцием Венулеем Апронианом Октавием Приском. Дальнейшая его биография не известна.